# Sălciua Nouă, Timiș
Sălciua Nouă este un sat în comuna Pișchia din județul Timiș, Banat, România. Este un mic sat izolat, aflat la circa 12 km de orașul Recaș și la circa 35 km de municipiul Timișoara, amplasat în zona de trecere de la câmpie la deal.

## Istorie
Sălciua Nouă este unul dintre cele mai tinere sate din vestul țării. A fost întemeiată în 1925 de către coloniștii români aduși din Ardeal, în special din actuala comună Sălciua, județul Turda (astăzi județul Alba), de unde i se trage și numele.